# Josef Fiala

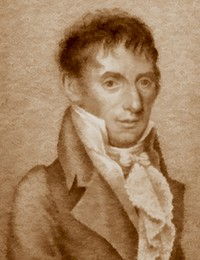
Josef Fiala

Josef Fiala (Joseph Fiala) (Lochovice, 3 februari 1748 – Donaueschingen, 31 juli 1816) was een Tsjechische componist, hoboïst en viola da gamba-speler.

## Biografie
Fiala begon zijn professionele leven als hoboïst in dienst van Gravin Netolická. In 1777 verhuisde hij naar München waar hij werkte in het hoforkest van prins Maximiliaan III Jozef van Beieren. In die tijd ontmoette hij Mozart die onder de indruk was van zowel zijn spel als zijn composities. Na de dood van Maximilian Jozef in 1778 kreeg Fiala met hulp van Mozart een aanstelling bij het orkest van de aartsbisschop van Salzburg. In 1785 verhuisde hij naar Wenen, waar Mozart hem weer hielp bij het vinden van werk. Vanaf 1786 werkte Fiala vier jaar in Sint-Petersburg voor Catharina de Grote en later prins Orlov. In 1790 verhuisde hij naar Pruisen en werkte daar als viola da gamba-speler aan het hof van Frederik Willem II van Pruisen. Uiteindelijk kwam hij terecht in Donaueschingen, waar hij vanaf 1792 tot zijn dood gewoond heeft. Daar kreeg hij een aanstelling als kapelmeester, en componeerde hij het grootste deel van zijn oeuvre.

## Muziek
Fiala schreef onder meer een concert voor viola da gamba, een mis en verscheidene dansen, strijkkwartetten en symfonieën. Meer dan de helft van zijn werken zijn geschreven voor blazersensemble en lijken bedoeld voor het orkest van prins Fürstenberg in Donaueschingen.

## Bron
- Artikel "Fiala, Joseph" in The New Grove Dictionary of Music and Musicians, ed. Stanley Sadie. London, Verenigd Koninkrijk, Macmillan Publishers Ltd. 1980.

- Bibsys: 90812735
- Biblioteca Nacional de España: XX1562022
- Bibliothèque nationale de France: cb13893910b (data)
- Catàleg d'autoritats de noms i títols de Catalunya: 981061104030606706
- CiNii: DA1074295X
- Gemeinsame Normdatei: 119135094
- International Standard Name Identifier: 0000 0001 1444 9202
- Library of Congress Control Number: n81080915
- Nationale Bibliotheek van Letland: 000323327
- MusicBrainz: 2ce834b6-f53f-4db4-902a-7f113092269f
- Nationale Bibliotheek van Tsjechië: jn19981001076
- Nationale Bibliotheek van Israël: 987007441588105171
- Nederlandse Thesaurus van Auteursnamen: 096419644
- Réseau des bibliothèques de Suisse occidentale: 02-A012352196
- Istituto Centrale per il Catalogo Unico: MUSV089402
- LIBRIS: 169255
- SNAC: w6f49cwv
- Système universitaire de documentation: 137089414
- Virtual International Authority File: 56796066
- WorldCat: E39PBJhddFXkwvV7CCy6rCBgKd